# Giacomo Gianniotti

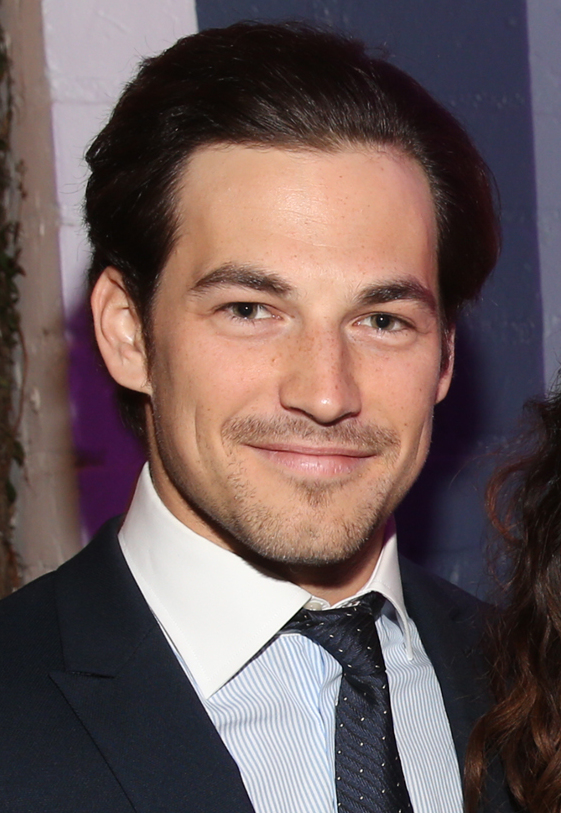
Giacomo Gianniotti (2016)

Giacomo Gianniotti (* 19. Juni 1989 in Rom) ist ein kanadisch-italienischer Schauspieler. Er ist für seine Rollen in Reign und Murdoch Mysteries bekannt. Von 2015 an bis März 2021 spielte er den Assistenzarzt Dr. Andrew DeLuca in der Serie Grey’s Anatomy.

## Leben
Giacomo Gianniotti zog noch als Kind mit seinen Eltern nach Toronto. Gianniotti pendelte aufgrund von verschiedenen Theateranstellungen, Filmengagements und TV-Produktionen zwischen Kanada und Italien. Er besuchte die High School der Cardinal Carter Academy for the Arts in Toronto und schloss seine Ausbildung am Humber College’s Theatre sowie am Norman Jewison’s Canadian Film Centre ab.
Seinen ersten Auftritt als Schauspieler im Fernsehen hatte er 2010. 2014 war er in einer wiederkehrenden Rolle in der kurzlebigen Serie Selfie sowie in der Serie Reign zu sehen. Von 2015 bis 2021 verkörperte er die Rolle des Andrew DeLuca in der Serie Grey’s Anatomy. Er stieß mit Ende der elften Staffel zur Serie; während der zwölften Staffel wurde seine Rolle dann zu einer Hauptrolle ausgebaut.
Im November 2017 gab er seine Verlobung mit der Visagistin Nichole Gustafson bekannt.

## Filmografie (Auswahl)
- 2010: Medicane generale (Fernsehserie, Folge 2x24)
- 2013: Beauty and the Beast (Fernsehserie, Folge 1x20)
- 2013: Copper – Justice is brutal (Fernsehserie, 3 Folgen)
- 2013–2014: Murdoch Mysteries (Fernsehserie, 9 Folgen)
- 2014: Reign (Fernsehserie, 5 Folgen)
- 2014: Selfie (Fernsehserie, 10 Folgen)
- 2015: Backpackers (Fernsehserie, 4 Folgen)
- 2015–2021: Grey’s Anatomy (Fernsehserie, 126 Folgen)
- 2016: Zeit für Legenden (Race)
- 2018, 2021: Seattle Firefighters – Die jungen Helden (Station 19, Fernsehserie, 3 Folgen)
- 2021: Luca (Stimme)
- 2023: Diabolik ist nicht zu fassen (Diabolik chi sei?)
- 2024: Betrügerische Liebe (Netflix-Miniserie, 6 Folgen)